# Piotr Gornushko
Piotr Gornushko –en ruso, Пётр Горнушко– (12 de julio de 1953) es un jinete soviético que compitió en la modalidad de concurso completo. Ganó dos medallas en el Campeonato Europeo de Concurso Completo de 1975.

## Palmarés internacional
| Campeonato Europeo | Campeonato Europeo | Campeonato Europeo | Campeonato Europeo |
| Año                | Lugar              | Medalla            | Categoría          |
| ------------------ | ------------------ | ------------------ | ------------------ |
| 1975               | Luhmühlen (RFA)    | Medalla de oro     | Por equipos        |
| 1975               | Luhmühlen (RFA)    | Medalla de bronce  | Individual         |